# Apitherapie

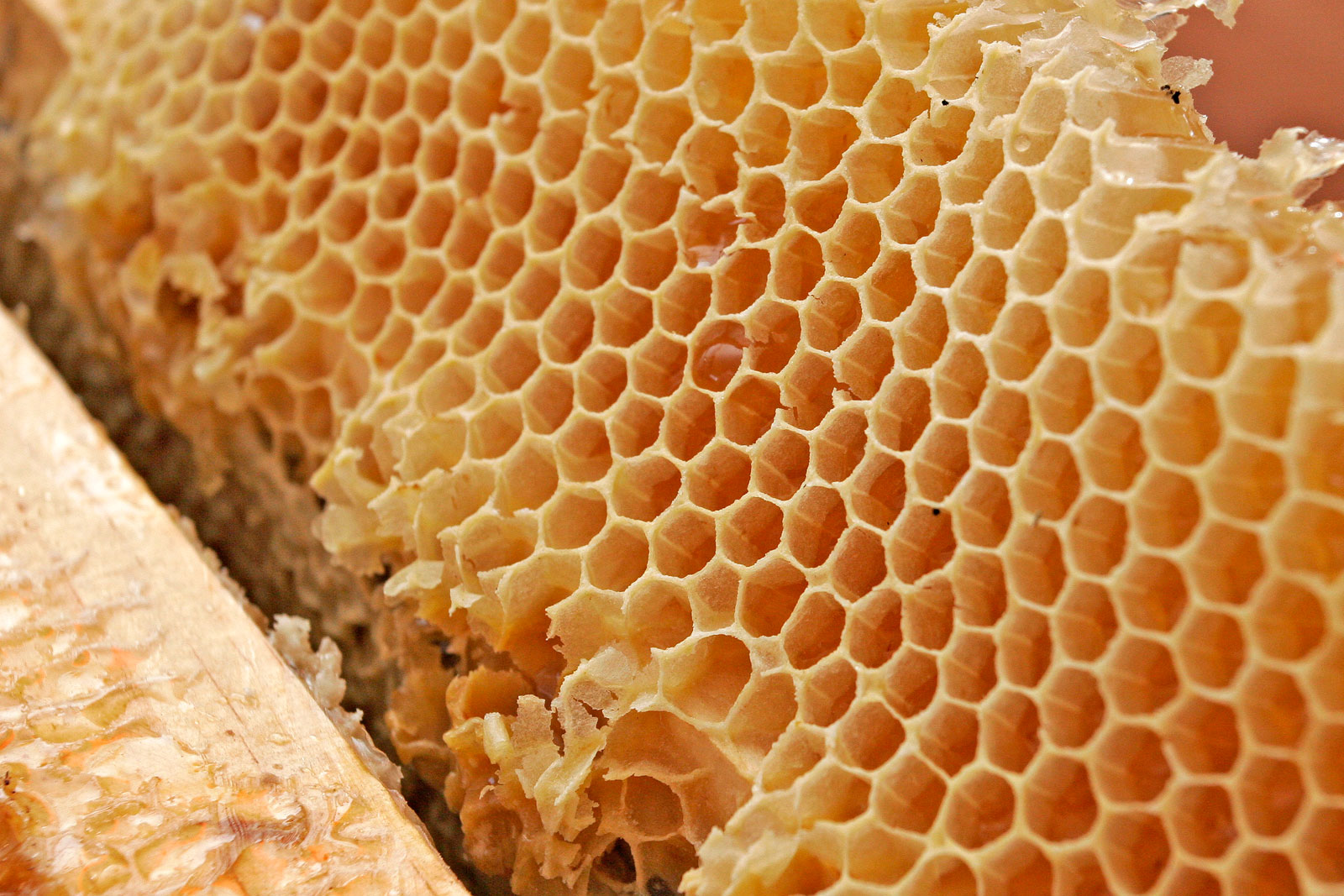
Honigwabe

Als Apitherapie (lat. Apis Biene und griech. θεραπεία therapeia Dienen; die Pflege der Kranken) wird die pseudomedizinische Verwendung der Bienenprodukte, hauptsächlich Propolis, Bienengift, Honig und die Bienenluft bezeichnet. Ebenso wird die Einnahme von Pollen und Gelée royale zur Apitherapie gezählt. Wie bei allen pseudomedizinischen Verfahren konnte eine Wirkung über den Placebo-Effekt hinaus bisher nicht wissenschaftlich nachgewiesen werden. Es gab hingegen nachweisbar Todesfälle im Zusammenhang mit im Rahmen einer Apitherapie verabreichtem Bienengift aufgrund einer Bienengift-Allergie.

## Geschichte der Apitherapie
Früher war die Apitherapie eher ein Nebenprodukt der Imkerarbeit und darüber hinaus kaum bekannt. Heute ist sie, vor allem in den letzten Jahren, mehr und mehr ins Blickfeld der Forschung geraten und könnte Relevanz bei der Bekämpfung von multiresistenten Bakterienstämmen sowie schwer heilenden Wunden haben.
In Russland führte Dinara Usbekowa Apitherapie-Fortbildungskurse für Ärzte ein.

## Apitherapie in Deutschland
In Deutschland war die Apitherapie noch weitgehend unbekannt, bis im Jahre 1986 der Bamberger Imker Wilhelm Hemme (1923–2022) beim Studium der Apimondia-Berichte (Apimondia ist die Welt-Bienen-Vereinigung) im Bieneninstitut von Stuttgart-Hohenheim auf den Begriff „Apitherapie“ stieß. Am 17. Oktober 1986 wurde auch durch ihn der Deutsche Apitherapie Bund (DAB), eine Vereinigung der Freunde der Apitherapie, gegründet, dessen erster Präsident auch Hemme wurde.

## Anwendungsgebiete

### Propolis

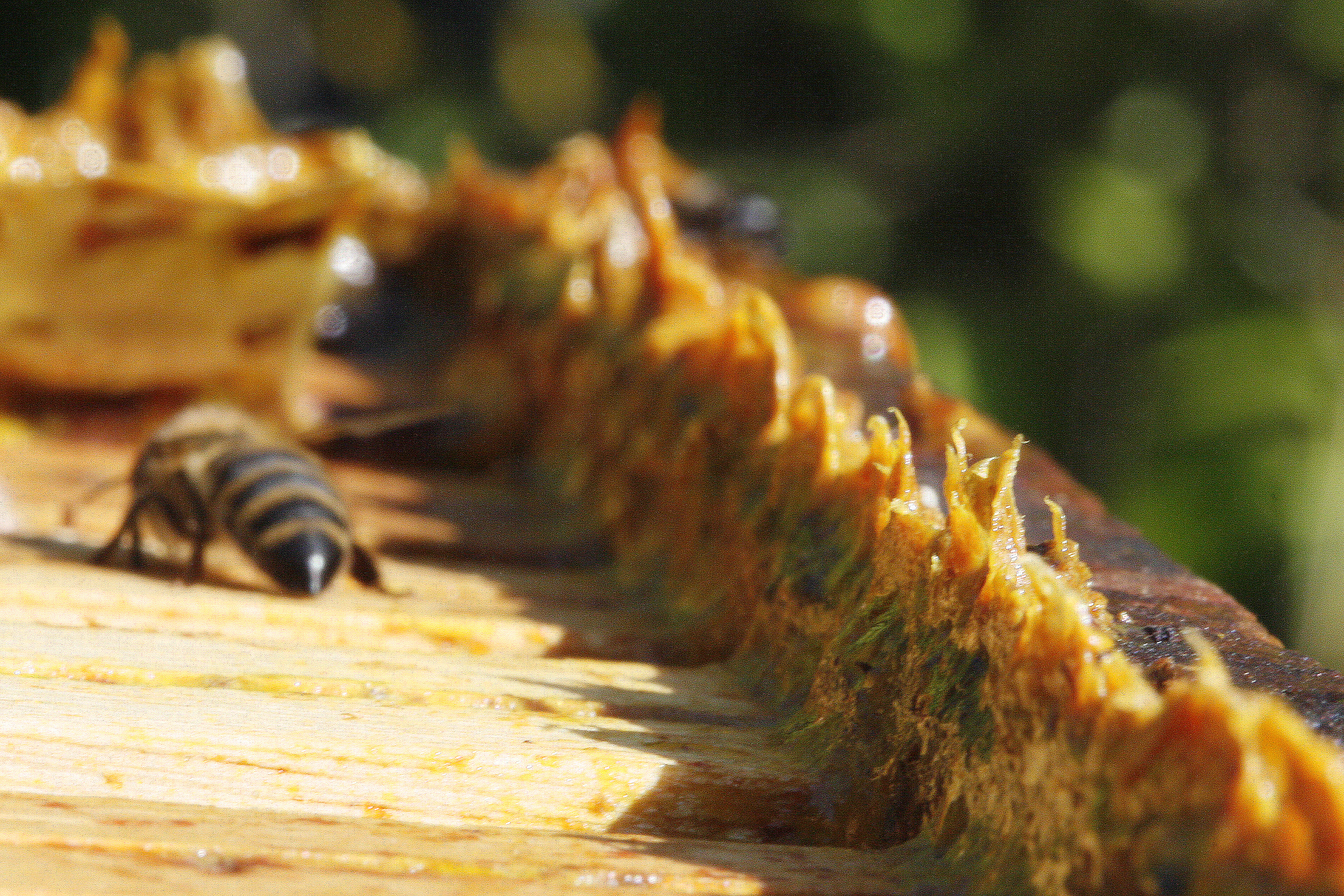
Das Propolis-Harz findet sich als „Fugendichter“ zwischen den Wänden des Bienenstockes. Für medizinisches Propolis wird es in Spezial-Kunststoffgittern gesammelt

Propolis wirkt bakterizid und antiviral. Das Harz legt zusätzlich einen dünnen Film über die behandelte Stelle. Es können Unverträglichkeiten auftreten; besonders bei häufigen großflächigen Kontakt kann es zu Kontaktallergien kommen.

### Bienengift

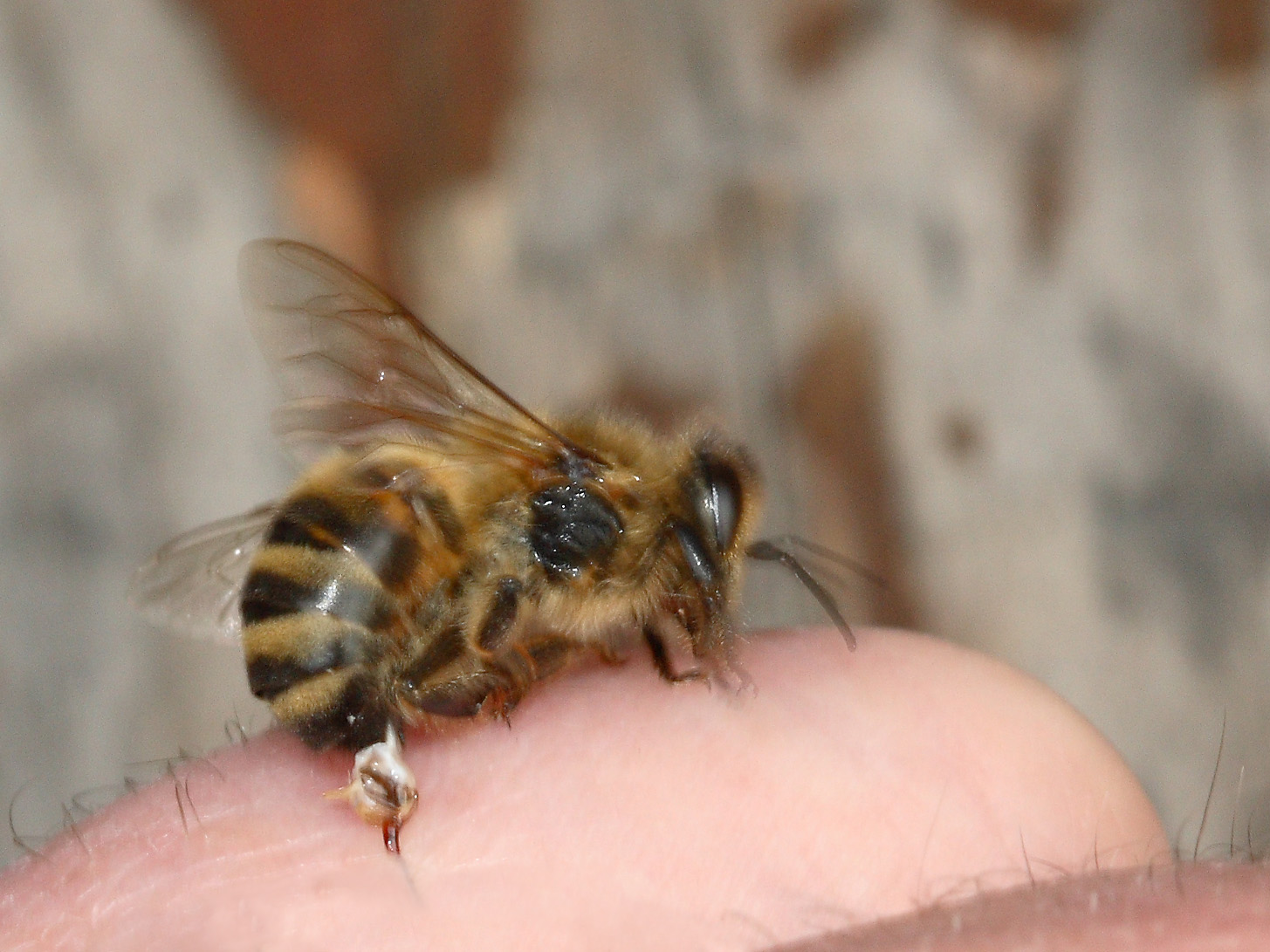
„Stechen-lassen“ von Bienen.

Die Wirksamkeit bei postulierten Anwendungsgebieten wie Multipler Sklerose oder arthritischen Schmerzen ist nicht bewiesen.

### Honig
Die apitherapeutische Anwendung von Honig geht über die Einnahme bei Halsbeschwerden hinaus; Honig wird beispielsweise äußerlich lokal angewendet (auf die betroffenen Stellen aufgetragen).
Honig enthält keimhemmende Stoffe, die als Inhibine bezeichnet werden. Sterilisierter Honig kann direkt auf offene Wunden und Verbrennungen aufgetragen werden. Er hat einen leicht sauren pH-Wert und erzeugt durch seinen hohen Zuckeranteil einen starken osmotischen Druck. In einer Pilotstudie war er auch gegen multiresistente Bakterien wirksam. Insbesondere der neuseeländische Manuka-Honig wurde dahingehend untersucht und als Therapeutikum vermarktet.
Insgesamt lässt die derzeitige Datenlage keine eindeutigen Rückschlüsse auf die therapeutische Wirksamkeit von Bienenhonig zu.

### Stocklufttherapie
Bienen halten ihren Bienenstock sauber. Die Luft im Bienenstock riecht angenehm nach Propolis, Pollen und Honig. Für Asthma könnte das Einatmen der Bienen-Stockluft lindernde Wirkung haben. Einzelne Berichte sind euphorisch, jedoch ist die Datenlage auch hier so dünn, dass man keine generelle therapeutische Aussage treffen kann.